# SN 2009if
SN 2009if – supernowa typu Ib/c odkryta 18 sierpnia 2009 roku w galaktyce IC2070. W momencie odkrycia miała maksymalną jasność 17,80m.